# DC Super Hero Girls (série de televisão)
DC Super Hero Girls é uma série de desenho animado de ação e aventura norte-americana desenvolvida por Lauren Faust e produzida pela Warner Bros. Animation para a Cartoon Network. Baseado na web série e franquia de mesmo nome, a série estreou em 8 de março de 2019 com um especial de uma hora.

## Enredo
A série segue as aventuras de versões adolescentes de Wonder-Woman, Supergirl, Bumblebee, Batgirl, Zatanna, Jessica Cruz, e posteriormente Harley Quinn (anteriormente uma antagonista), que são estudantes de "Metropolis High School" e formada por uma equipe de super-heroínas chamada "Super Hero Girls".

## Elenco
- Grey Griffin – Princesa Diana/Diana Prince/Wonder-Woman, Doris Zeul/Giganta
- Tara Strong – Barbara Gordon/Batgirl,Harleen Quinzel/Arlequina
- Nicole Sullivan – Kara Zor-El/Kara Danvers/Supergirl
- Kari Wahlgren - Zee Zatara/Zatanna
- Myrna Velasco –Jessica Cruz/Lanterna Verde
- Fred Tatasciore – Comissário Gordon
- John de Lancie – Victor Fries/Sr. Frio
- Keith Ferguson - Shane O'Shaughnessy, Inspetor de saúde, Bruce Wayne/Batman, Dick Grayson/Robin
- Max Mittleman – Kal-El/Clark Kent/Superman
- Yuri Lowenthal – Steve Trevor

## Dublagem
| Personagem                                   | Dublador                                                                            |
| -------------------------------------------- | ----------------------------------------------------------------------------------- |
| Princesa Diana/Diana Prince/Mulher Maravilha | Evie Saide                                                                          |
| Barbara Gordon/Batgirl                       | Hannah Buttel Guilene Conte (curtas #SuperSono, #HamsterComQueijo e #PegueOMorcego) |
| Kara Zor-El/Kara Danvers/Supergirl           | Flávia Saddy                                                                        |
| Zee Zatara/Zatanna                           | Pamella Rodrigues                                                                   |
| Jessica Cruz/Lanterna Verde                  | Regina Maria Maia                                                                   |
| Karen Beecher/Bumblebee                      | Ana Lúcia Menezes (†) Bia Menezes                                                   |
| Hal Jordan/Lanterna Verde                    | Philippe Maia                                                                       |
| Harleen Frances Quinzel/Harley Quinn         | Lhays Macêdo Vitória Crispim (curtas)                                               |
| Barry Allen/Flash                            | Eduardo Drummond Clécio Souto (curtas)                                              |
| Comissário Gordon                            | Isaac Bardavid                                                                      |
| Garth/Aqualad                                | Victor Hugo Fernandes Enzo Dannemann (curtas)                                       |
| Dick Grayson/Robin                           | Wirley Contaifer                                                                    |
| Kal-El/Clark Kent/Superman                   | Raphael Rossato Guilherme Briggs (curtas)                                           |
| Oliver Queen/Arqueiro Verde                  | Duda Ribeiro (curtas)                                                               |
| Pamela Lilian Isley/Hera Venenosa            | Gisela Dias Mariana Torres Andrea Suhett (curtas)                                   |
| Leslie Willis/Livewire                       | Taís Feijó                                                                          |
| Doris Zeul/Giganta                           | Carol Crespo Patrícia Garcia (curtas)                                               |

## Produção
Devido ao sucesso da websérie do mesmo nome, uma versão televisiva da série foi anunciada em maio de 2017. Faust, que desenvolveu o culto favorito de curtas Super Best Friends Forever, serve como produtora executivo. Grey Griffin, Tara Strong e Nicole Sullivan cada reprisar seus papéis em Super Best Friends Forever, que anteriormente expressou a Garota Maravilha (Donna Troy) de DC Nation, repete seu papel de Mulher Maravilha da websérie. Um ano depois, um pôster mostrando o primeiro visual das personagens principais foi lançado. A série está animada pelo estúdio canadense Jam Filled Entertainment.

## Transmissão
O programa se estreou no Cartoon Network RU em 6 de julho de 2019.
Os primeiros 32 episódios também estão disponíveis para ver na Netflix.

A série foi exibida no SBT dentro do programa infantil Bom Dia e CIA mas deixou de ser exibido no dia 18 de maio de 2020 para abrir espaço para a segunda edição do telejornal primeiro impacto.

## Episódios
| Temporada | Temporada      | Episódios      | Estados Unidos        | Estados Unidos      | Brasil               | Brasil               |
| Temporada | Temporada      | Episódios      | Primeira emissão      | Última emissão      | Primeira emissão     | Última emissão       |
| --------- | -------------- | -------------- | --------------------- | ------------------- | -------------------- | -------------------- |
|           | Curta-metragem | Curta-metragem | 27 de julho de 2018   | 27 de julho de 2018 | 30 de agosto de 2018 | 30 de agosto de 2018 |
|           | Curtas         | 52             | 17 de janeiro de 2019 | 2020                | 24 de maio de 2019   | 2020                 |
|           | 1              | 52             | 8 de março de 2019    | 2020                | 23 de maio de 2019   | 2020                 |

### Piloto (2018)
| # | Título                                                            | Dirigido por                   | Escrito por                                                          | Storyboard por                          | Exibição original                                                                                     |
| --- | ----------------------------------------------------------------- | ------------------------------ | -------------------------------------------------------------------- | --------------------------------------- | --- |
| – | "Batsby Atrasa-se (PT) O Atraso de Batgirl (BR)" "#TheLateBatsby" | Lauren Faust e Jennifer Kluska | História por : Lauren Faust Roteiro por : Lauren Faust e M.A. Larson | Paul Rudish, John Sanford e Bruce Smith | 27 de julho de 2018 (cinemas) 10 de janeiro de 2019 (online) 9 de agosto de 2018 30 de agosto de 2018 |
| Batgirl fica irritada quando suas amigas, Mulher Maravilha, Supergirl, Zatanna, Lanterna Verde (Jessica Cruz) e Abelha, enfrentam o vilão Sr. Frio sem ela. Ela tem que esperar que seu pai, o Comissário Jim Gordon, adormeça para poder fugir de casa e se juntar à luta. Nota: Este curta foi incluído com o lançamento dos cinemas de Jovens Titãs em Ação! Nos Cinemas. É um remake estendido do curta Super Best Friends Forever "Time Waits for No Girl", que fazia parte do bloco DC Nation no Cartoon Network em 2012. |                                                                   |                                |                                                                      |                                         | |

### Super Curtas (2019-20)
| # | Título                                      | Dirigido por     | Escrito por                    | Storyboard por | Exibição original                |
| --- | ------------------------------------------- | ---------------- | ------------------------------ | -------------- | -------------------------------- |
| 1 | "#SuperSono (BR)" "#SuperSleeper"           | Steve Stefanelli | Roteiro por : John K. Lei      | John K. Lei    | 17 de janeiro de 2019 (online)   |
| Depois de descobrir que Supergirl voa em seu sonâmbulo, Batgirl corre-se esfarrapada perseguindo-a pela cidade para mantê-la longe de problemas.                                                                                                  |                                             |                  |                                |                |                                  |
| 2 | "#PegueOMorcego (BR)" "#BatCatcher"         | Steve Stefanelli | Roteiro por : Craig Young      | José Pou       | 24 de janeiro de 2019 (online)   |
| Batgirl vê o que ela acha que é o Bat-Sinal e se prepara para provar seu valor como uma ajudante do Batman. Quando acaba por ser a sombra de um morcego real em seu quarto, no entanto, ela voa em um pânico aterrorizado e tentando afugentá-lo. |                                             |                  |                                |                |                                  |
| 3 | "#HamsterComQueijo (BR)" "#HamsterConQueso" | Steve Stefanelli | Roteiro por : Ryan Hanson      | Rachel Peters  | 31 de janeiro de 2019 (online)   |
| Com a tarefa de cuidar do hamster da classe para o fim de semana, a Batgirl está com as mãos ocupadas tentando impedir que ela estrague a inspeção de saúde no restaurante Burrito, onde ela trabalha.                                            |                                             |                  |                                |                |                                  |
| 4 | "#HashtagFrownyFace"                        | Steve Stefanelli | Roteiro por : John K. Lei      | John K. Lei    | 7 de fevereiro de 2019 (online)  |
| 5 | "#StreetStyle"                              | Steve Stefanelli | Roteiro por : Jennilee Murray  | Agnes Salek    | 14 de fevereiro de 2019 (online) |
| 6 | "#BatAndSwitch"                             | Steve Stefanelli | Roteiro por : José Pou         | Agnes Salek    | 21 de fevereiro de 2019 (online) |
| 7 | "#PlightOfTheBumblebee"                     | Steve Stefanelli | Roteiro por : Jennilee Murray  | Agnes Salek    | 28 de fevereiro de 2019 (online) |
| 8 | "#FaultyPowers"                             | Steve Stefanelli | Roteiro por : Lucas Armstrong  | Ian Cherry     | 7 de março de 2019 (online)      |
| 9 | "#PackBat"                                  | Steve Stefanelli | Roteiro por : Spencer Moreland | Ian Cherry     | 14 de março de 2019 (online)     |
| 10 | "#Buzzkill"                                 | Steve Stefanelli | Roteiro por : Lucas Armstrong  | Ian Cherry     | 21 de março de 2019 (online)     |
| 11 | "#GoFish"                                   | Steve Stefanelli | Roteiro por : Lucas Armstrong  | Ian Cherry     | 28 de março de 2019 (online)     |
| 12 | "#KaraCare"                                 | Steve Stefanelli | Roteiro por : Jamie Gallant    | Ian Cherry     | 4 de abril de 2019 (online)      |
| 13 | "#SpeedyDelivery"                           | Steve Stefanelli | Roteiro por : Lucas Armstrong  | Agnes Salek    | 11 de abril de 2019 (online)     |
| 14 | "#TacoTuesday"                              | Steve Stefanelli | Roteiro por : Lucas Armstrong  | John K. Lei    | 18 de abril de 2019 (online)     |
| 15 | "#SilverScream"                             | Steve Stefanelli | Roteiro por : Craig Young      | Agnes Salek    | 25 de abril de 2019 (online)     |
| 16 | "#PrizeFighter"                             | Steve Stefanelli | Roteiro por : Craig Young      | Agnes Salek    | 2 de maio de 2019 (online)       |
| 17 | "#HardRock"                                 | Steve Stefanelli | Roteiro por : Craig Young      | Rachel Peters  | 9 de maio de 2019 (online)       |
| 18 | "#PictureDaze"                              | Steve Stefanelli | Roteiro por : Jennilee Murray  | John K. Lei    | 16 de maio de 2019 (online)      |
| 19 | "#LetThemEatPie"                            | Steve Stefanelli | Roteiro por : Lucas Armstrong  | Agnes Salek    | 23 de maio de 2019 (online)      |
| 20 | "#WasabiWar"                                | Steve Stefanelli | Roteiro por : Mathieu Hains    | John K. Lei    | 30 de maio de 2019 (online)      |
| 21 | "#RemoteUncontrolled"                       | Steve Stefanelli | Roteiro por : Jennilee Murray  | John Lei       | 6 de junho de 2019 (online)      |
| 22 | "#TheSlowAndTheFurious"                     | Steve Stefanelli | Roteiro por : Lucas Armstrong  | Ian Cherry     | 13 de junho de 2019 (online)     |